# Le Droit du plus fort
Pour plus de détails, voir Fiche technique et Distribution.
Le Droit du plus fort (Faustrecht der Freiheit) est un film allemand de Rainer Werner Fassbinder sorti en 1975.

## Synopsis
Un jeune homosexuel paumé gagne à la loterie. Il tombe amoureux d'un bourgeois, mais celui-ci se révèle être principalement intéressé par l'argent.

## Fiche technique
- Titre : Le Droit du plus fort
- Titre original : Faustrecht der Freiheit
- Réalisation : Rainer Werner Fassbinder
- Scénario : Rainer Werner Fassbinder et Christian Hohoff
- Musique : Peer Raben
- Photographie : Michael Ballhaus
- Montage : Thea Eymèsz
- Production : Rainer Werner Fassbinder
- Sociétés de production : City Film et Tango Film
- Société de distribution : Carlotta Films (France)
- Pays d'origine :  Allemagne de l'Ouest
- Langues originales : allemand, secondairement français et anglais
- Genre : drame
- Format : couleurs (Eastmancolor) - 1,66:1 - mono
- Durée : 123 minutes
- Dates de sortie : 
  - Allemagne de l'Ouest : 6 juin 1975
  - France : 17 septembre 1975
- Affiche : Clément Hurel (France)

## Distribution
- Rainer Werner Fassbinder : Franz Biberkopf, dit Fox
- Peter Chatel : Eugen Thiess
- Karlheinz Böhm : Max
- Adrian Hoven : le père d'Eugen
- Ulla Jacobsson : la mère d'Eugen
- Harry Baer : Philip
- Irm Hermann : Mme Chérie
- Brigitte Mira : une commerçante
- Rudolf Lenz (de) : l'avocat
- Karl Scheydt : Klaus
- Hans Zander : Springer
- Kurt Raab : Wodka-Peter
- Kitty Buchhammer : Mme Isabell
- Ursula Strätz : Mme Antoinette
- Christiane Maybach : Hedwig, la sœur de Franz
- Walter Sedlmayr : le vendeur de voitures
- Peter Kern : le fleuriste
- Ingrid Caven : la chanteuse du bar
- Lilo Pempeit : la voisine
- Barbara Valentin : la femme de Max
- El Hedi ben Salem : l'homme de Marrakech
- Bruce Low : le médecin
- Marquard Bohm : un soldat américain au bar
- Evelyn Künneke : l'employée de l'agence de voyages
- Elma Karlowa
- Hannes Gromball

## Évènements lors de sa diffusion
Lors de sa première diffusion en France, le 27 janvier 1978 à l'occasion du Festival du film homosexuel à La Pagode, 20 militants d'extrême droite de Jeune Nationinterrompent la projection, volent la caisse et blessent six personnes.